# Casa de la iglesia de Dura Europos
La casa de la iglesia de Dura Europos o iglesia-casa de Dura Europos es la iglesia más antigua que se ha encontrado hasta la fecha, según la evidencia arqueológica.  Data del 232/233 d. C. y estaba ubicada en Dura Europos a orillas del Éufrates. La antigua ciudad en el este de Siria pertenecía en esa época a la provincia romana de Celesiria.

## La construcción

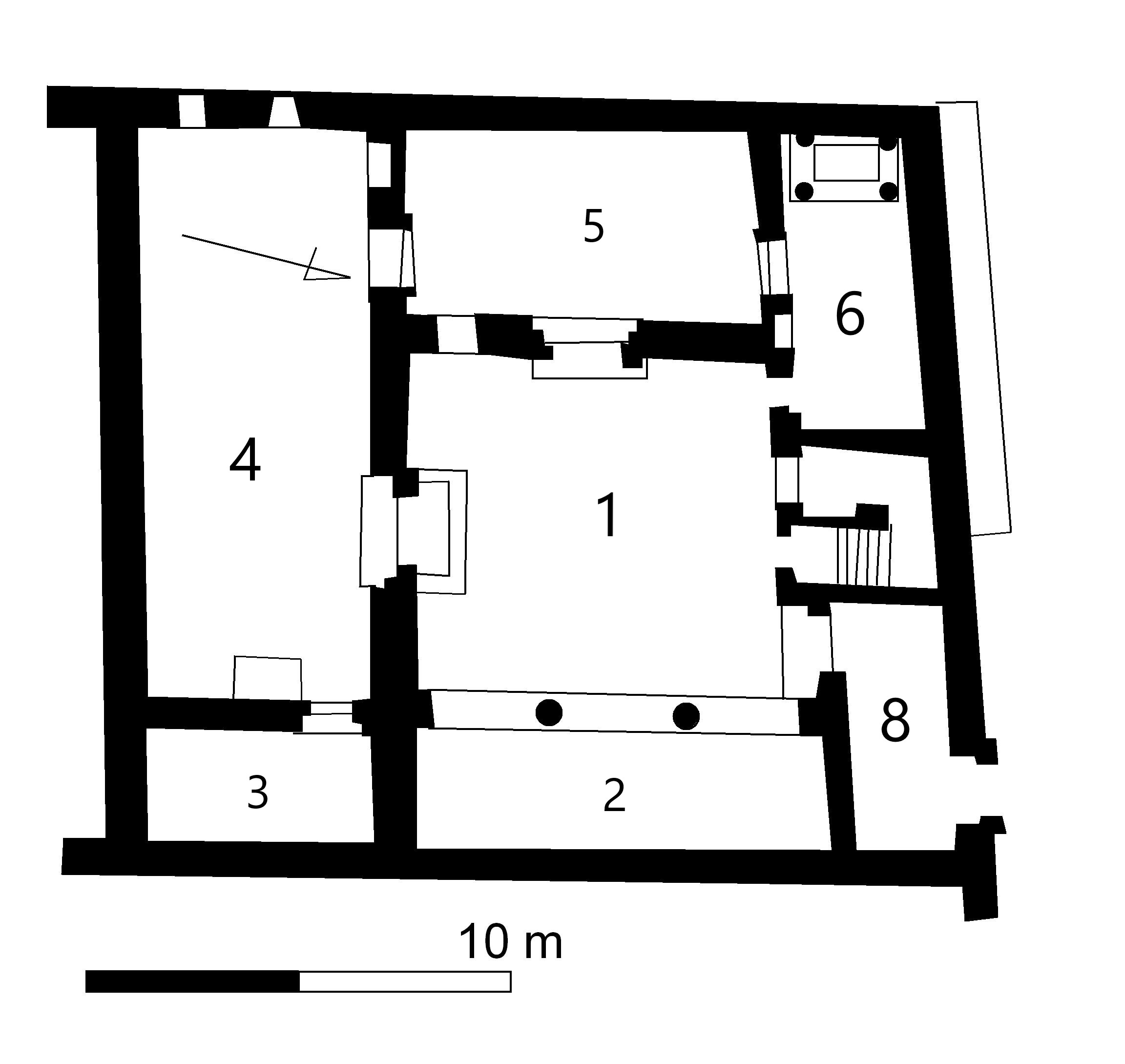
Plano de la domus Ecclesiae: 1. Patio; 2. Pórtico; 3. Estancia; 4. Sala de reunión; 5. Estancia; 6. Baptisterio; 8. Vestíbulo.

Construida con adobes, la casa en la que se hallaba la iglesia había servido unos 200 años como vivienda normal. Está ubicada cerca del muro de la ciudad, separada de este solo por una calle, inmediatamente al lado de un acceso secundario a la ciudad y muy cerca de la puerta de Palmira, que es la entrada principal a la ciudad. La vivienda constaba de un peristilo al centro, con las habitaciones alrededor. En el lado norte se encontraba la entrada, desde donde se accedía a un vestíbulo y desde allí al peristilo, el cual tenía dos columnas en el lado este. Alrededor de los años 232/233 se remodeló la casa (esta fecha es conocida por una inscripción en el estuco). En esta remodelación se unieron dos habitaciones de la casa para conformar una gran sala de  13 × 5 metros, que tenía una capacidad para unas 100 personas. En el lado este de la sala había un estrado. En el año 241 (según una moneda que quedó incrustada al pavimentar el piso) se adaptó otro cuarto reconvirtiéndolo en baptisterio (sala para el bautismo). Aquí se encontró una fuente de piedra con un baldaquino. En este cuarto había también numerosos frescos. Al momento del hallazgo, los frescos estaban relativamente bien conservados. Están pintados en un estilo que concuerda con la tradición del arte parto, donde cualitativamente se encuentran por debajo del nivel de los hallazgos de la sinagoga de Dura Europos dan indicios de que la comunidad cristiana de la ciudad no era, por lejos, tan fuerte financieramente como la judía.  Los frescos se conservaron debido a que en el año 256 el muro de la ciudad de Dura Europos se reforzó con relleno y de este modo las casas circundantes se recubrieron de arena. Después de que parte de ellos permanecieran en la Universidad de Yale sufrieron severos daños debido a un bodegaje inapropiado.

## Los frescos
En la pared oeste, en el nicho principal sobre la fuente bautismal, se ve a la izquierda al Buen Pastor, llevando una oveja sobre sus hombros. La figura mide aproximadamente 40 centímetros de alto. Delante de él, en el centro del cuadro y en el lado derecho se muestra un rebaño de ovejas. La cantidad exacta de ovejas hoy ya no se puede determinar, probablemente fueron alguna vez trece. Bajo el pastor están Adán y Eva. La pintura no estaba bien conservada y se encontró por fragmentos que tuvieron que volver a reunirse con técnicas modernas.
En la pared norte, registro superior, al costado izquierdo, se encuentran tres figuras. En el centro y de pie sobre los otros se ve a un hombre que probablemente se trate de Jesús. Debajo, se ve a la derecha a un hombre que yace en una cama . Al lado izquierdo se ve a un hombre se marcha llevando una cama sobre sus hombros. En la investigación hay consenso acerca de que se trata aquí de la historia de la curación del paralítico  (Evangelio de Marcos 2, 1-12), aunque también existen otras opiniones para interpretar la escena.
Ala derecha de la anterior, se encuentra otra escena que muestra a dos hombres que caminan sobre el agua. Se trata de la historia que  se testimonia en el Evangelio de Marcos 6, 45-61 y en el  Evangelio de Mateo (14, 22-34), en donde Jesús camina sobre el agua. La escena está conservada solo parcialmente, debido a que en la antigüedad se demolió el muro en este lugar. Se trata de Jesús y Simón Pedro. En el plano de trasfondo se ve un gran barco con los apóstoles a bordo observando a ambos hombres. Cinco figuras se conservan aún.
La ruina de la casa-iglesia más antigua construida en bloques de piedra es de comienzos del siglo iv, surgió también por reconversión de una casa habitación y está ubicada en el noroeste de Siria, en Qirqbize. En el poblado cercano de Fafertin se halla la iglesia más antigua cuyo edificio fue planificado para tal función y data, según registro escrito, del año 372.

## Otros hallazgos relacionados
En el contexto de las excavaciones arqueológicas realizadas en 1933, fue posible desenterrar un depósito de papiros y fragmentos de pergamino, por fuera de la puerta de Palmira, que se encontraba en el relleno de escombros. Este hallazgo, que refuerza el carácter paleocristiano de esta casa, incluye el fragmento de un pergamino con una armonía griega de los relatos evangélicos, hasta entonces desconocida y de características similares al Diatessaron de Taciano, importante tratado del cristianismo sirio. Otro hallazgo relevante de este levantamiento arqueológico fue la serie de pergaminos hebreos que contienen una de las oraciones eucarísticas cristianas más antiguas que se han podido demostrar y que se consideraron relacionadas con las oraciones de Didaché, las que en ese momento se daban por perdidas.

## Galería

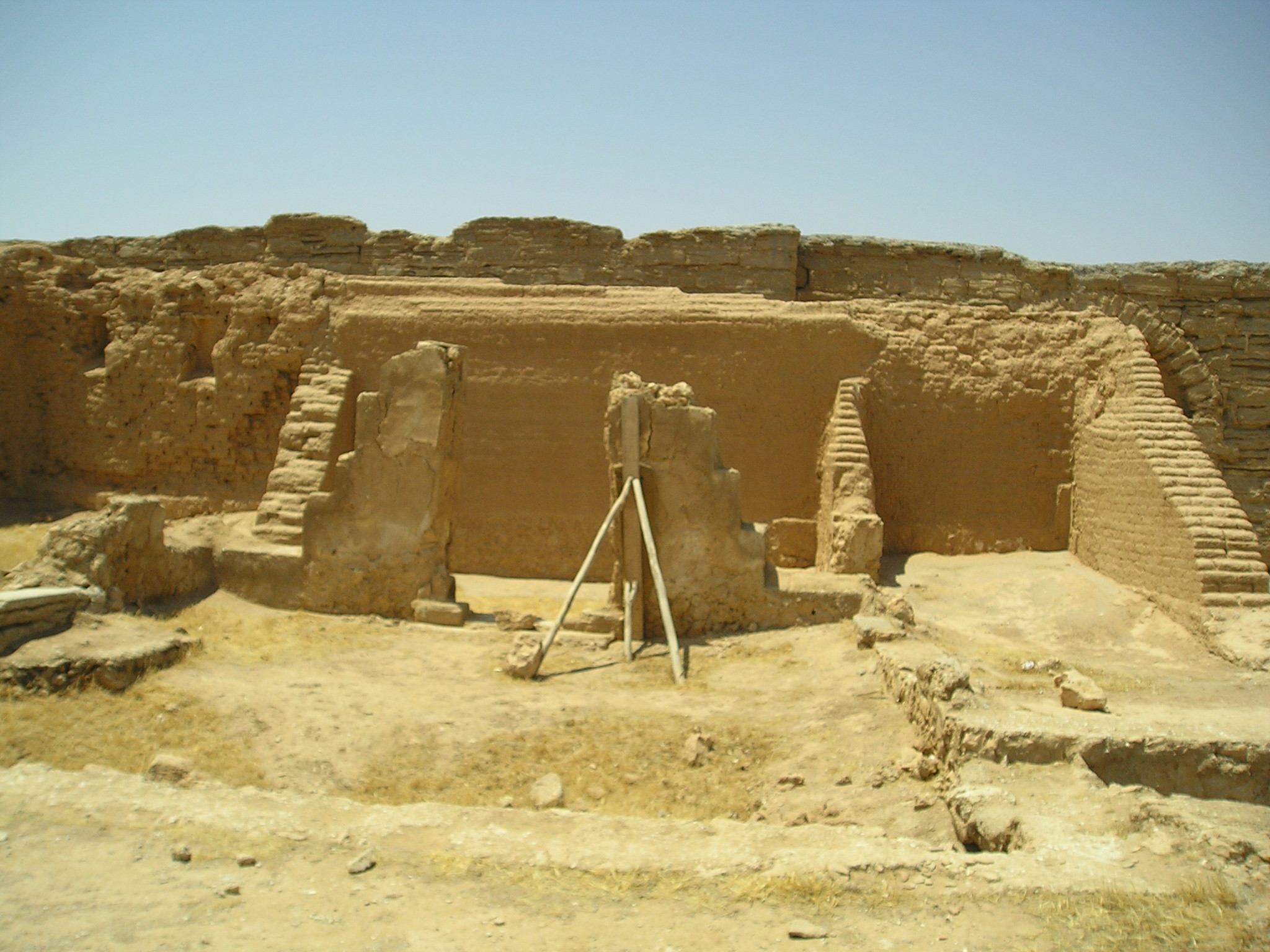
Desde el patio interior hacia las ruinas de las habitaciones ubicadas en el lado oeste En el trasfondo el muro de la ciudad
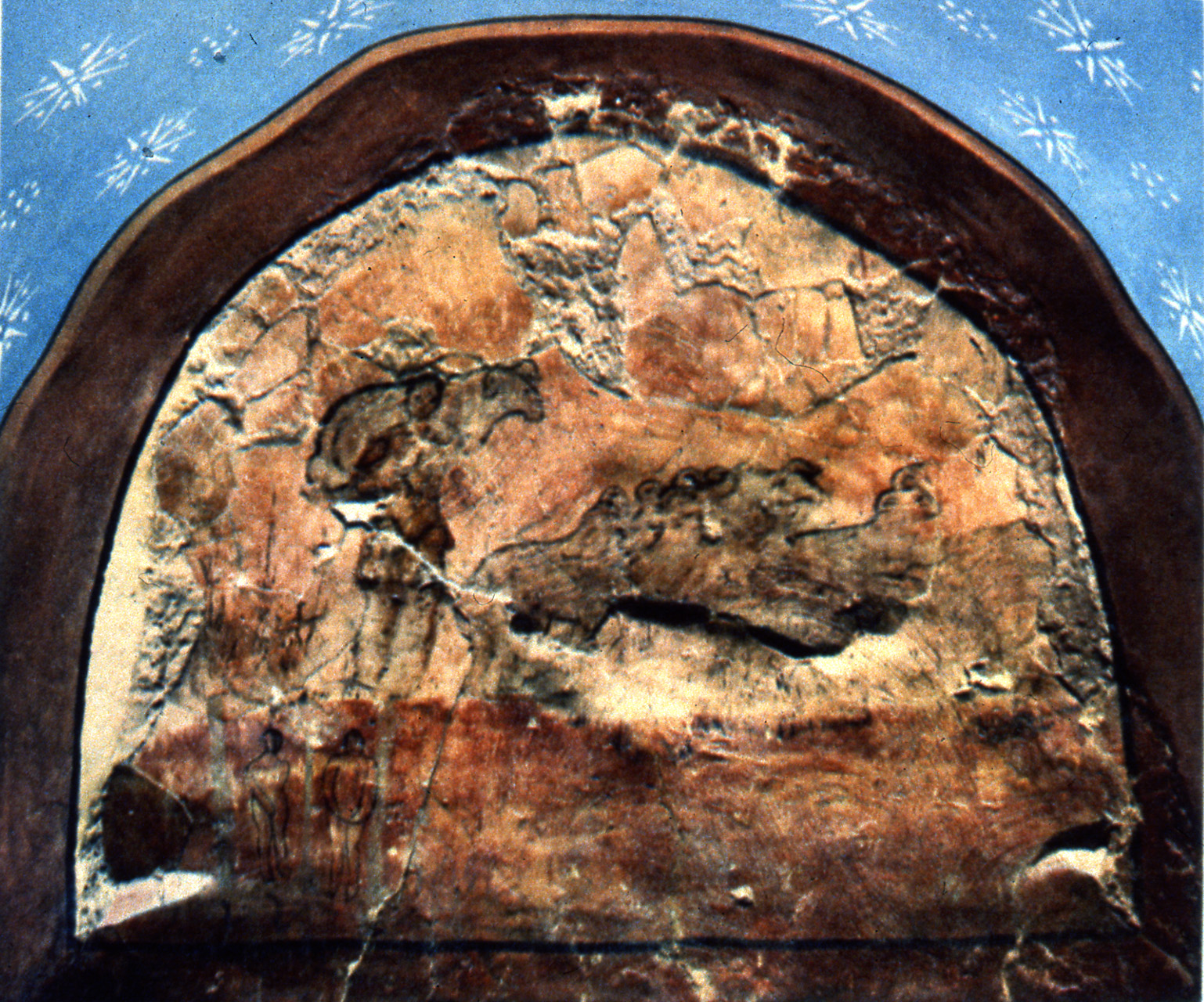
El Buen Pastor, Adán y Eva
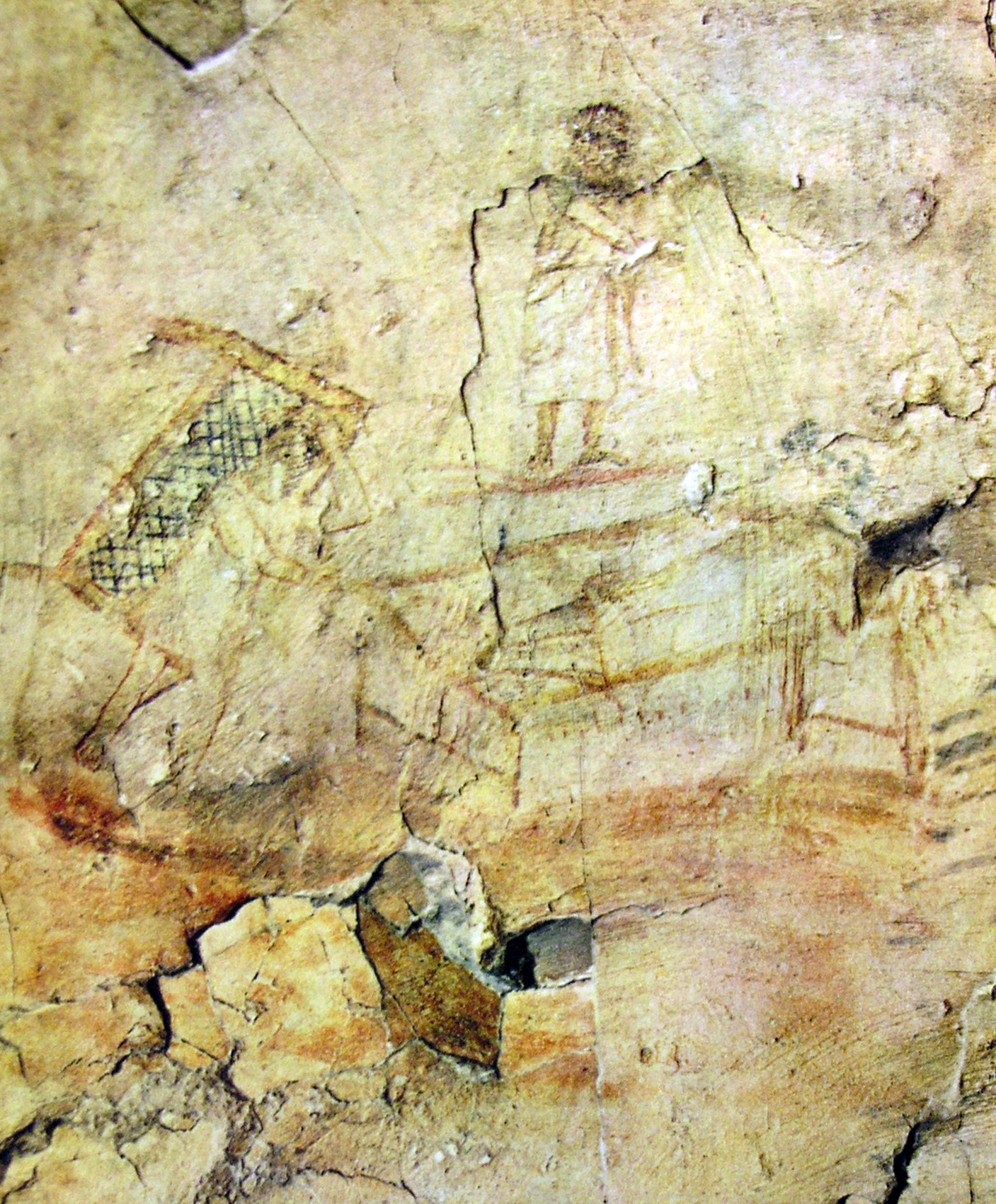
Sanación del paralítico
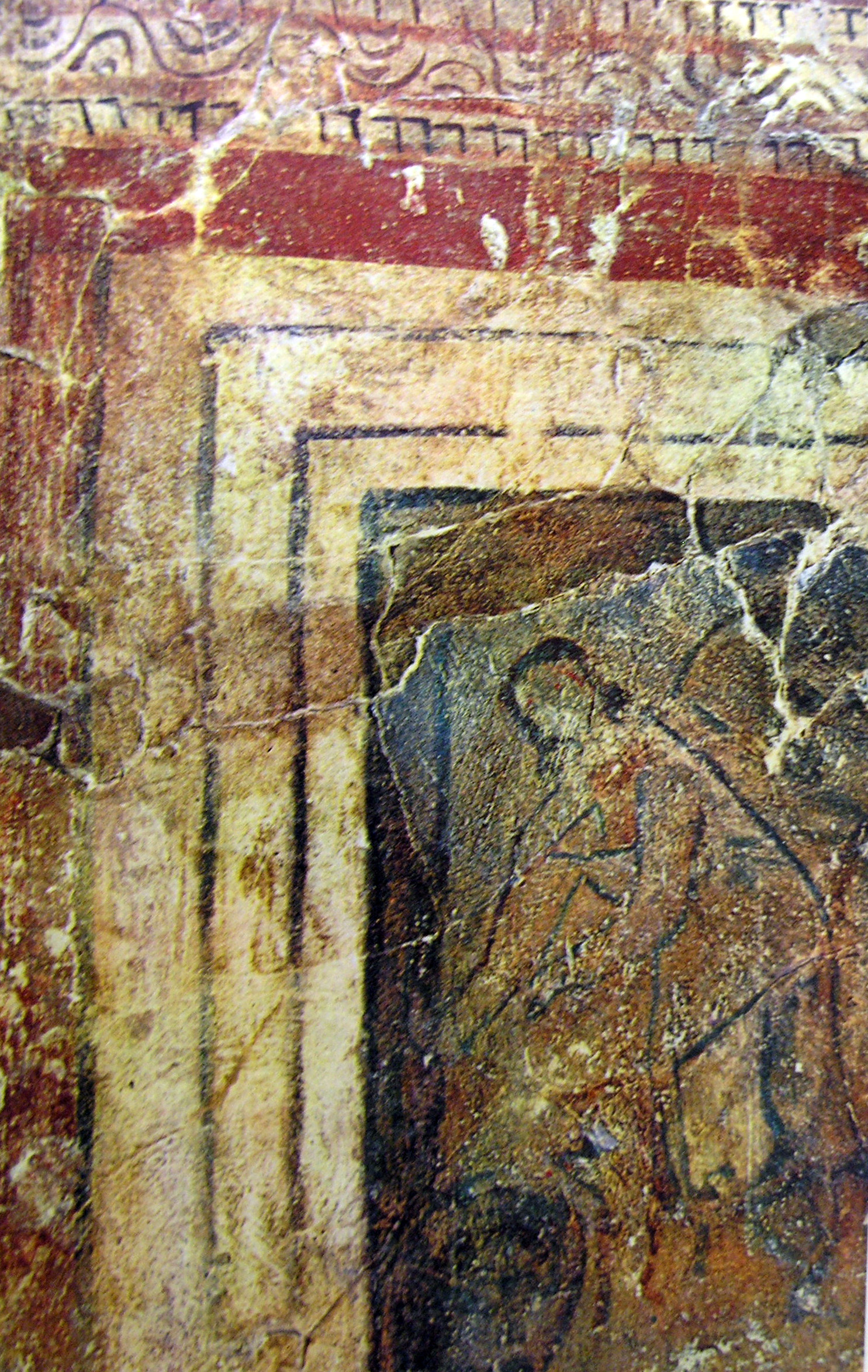
Fresco del baptisterio: La samaritana junto al pozo o tal vez la virgen María